# Vårpipare
Vårpipare, Pseudacris crucifer, är en groda från Nordamerika som tillhör släktet Pseudacris och familjen lövgrodor.

## Beskrivning
Vårpiparen är en liten groda med en längd från 2 – 2,5 till 3,5 cm och en vikt mellan 3 och 5 g. Den har vanligtvis brun, grå eller olivgrön ovansida, även om gulaktiga eller rödaktiga färgteckningar också förekommer. På ryggen har den ett mörkt kors, och på benen mörka band. Mellan ögonen har den en mörk fläck eller streck. Buken är vitaktig eller beige, och fötterna är delvis simhudsförsedda och har tydliga tådynor. Hanen har en struppåse som syns som veckad hud under hakan. 

## Utbredning
Arten finns i östra USA med undantag för södra Florida, samt sydöstra Kanada. Västgränsen går från Manitoba över Minnesota, Iowa, östra Kansas, Oklahoma samt östra Texas. En tidigare uppgift att den skulle finnas på Kuba har visat sig felaktig.

## Ekologi
Arten lever i de flesta trädbevuxna områden, gärna nära parningsvatten. Den vistas främst på land där den gömmer sig under stockar, stenar och liknande föremål när den inte är i rörelse. Övervintring sker under bark, i trädhål och under stockar. Lätet är ett gällt pipande.

### Föda och predation
Arten livnär sig på leddjur som insekter (bland annat myror och skalbaggar), kvalster, spindlar och lockespindlar. Själv utgör vårpiparen föda åt strumpebandssnokar, dykare, jättesimskinnbaggar, trollsländelarver och fiskar som öring.

### Fortplantning
Lek och larvutveckling äger rum i vattensamlingar med växtlighet, stickor och andra föremål, som kärr, sumpmarker och diken. Leken börjar under tidig vår, strax efter vinterdvalan, och håller på till omkring juni. Hanarna samlas vid parningsvattnen, där de bildar små revir (diameter mellan 1,2 och 5,5 m) och kallar på honorna. Honan lägger omkring 800 – 1 000 ägg som kläcks efter 6 till 12 dagar. Grodynglen förvandlas efter mellan 1,5 och 3 månader.

## Status
Vårpiparen är klassificerad som livskraftig ("LC") av IUCN, och populationen är stabil. Några egentliga hot föreligger inte, men arten är känslig för utdikning, intensivt jordbruk och urbanisering.